# Filmy zgłoszone do rywalizacji o 43. rozdanie Oscara w kategorii filmu nieanglojęzycznego
W rywalizacji o statuetkę w 43. rozdaniu Oskara dla filmu nieanglojęzycznego wzięło  udział  13  filmów. Nominacjami zostały wyróżnione tytuły z  Belgii, Francji, Włoch, Hiszpanii i Szwajcarii. 
Statuetkę Oskara otrzymał film Śledztwo w sprawie obywatela poza wszelkim podejrzeniem, kryminał w języku włoskim, w reżyserii Elio Petriego. Film reprezentował Włochy.
Po raz pierwszy swój film w konkursie zaprezentowana Brazylia.
Nagroda została wręczona  podczas gali we wtorek 15 kwietnia 1971 w Dorothy Chandler Pavilion. 

## Lista filmów zgłoszonych do rywalizacji o 43. rozdanie Oscara w kategorii filmu nieanglojęzycznego
| Zgłaszające państwo | Tytuł użyty w nominacji                    | Tytuł oryginalny                                      | Tytuł polski                                            | Języki      | Reżyser           | Rezultat       |
| ------------------- | ------------------------------------------ | ----------------------------------------------------- | ------------------------------------------------------- | ----------- | ----------------- | -------------- |
| Belgia              | Paix sur les champs                        | Paix sur les champs                                   |                                                         | francuski   | Jacques Boigelot  | Nominacja      |
| Brazylia            | Mortal Sin                                 | Pecado Mortal                                         |                                                         | portugalski | Miguel Faria Jr.  | Brak nominacji |
| Dania               | Re. Lone                                   | Ang. Lone                                             | W sprawie Lone                                          | duński      | Franz Ernst       | Brak nominacji |
| Egipt               | The Night of Counting the Years            | المومياء                                              |                                                         | arabski     | Shadi Abdel Salam | Brak nominacji |
| Francja             | Hoa-Binh                                   | Hoa-Binh                                              |                                                         | francuski   | Raoul Coutard     | Nominacja      |
| Hiszpania           | Tristana                                   | Tristana                                              |                                                         | hiszpański  | Luis Buñuel       | Nominacja      |
| Japonia             | The Scandalous Adventures of Buraikan      | 無頼漢                                                | Skandaliczne wyczyny wyrzutków                          | japoński    | Masahiro Shinoda  | Brak nominacji |
| Niemcy Zachodnie    | o.k.                                       | o.k.                                                  |                                                         | niemiecki   | Michael Verhoeven | Brak nominacji |
| Polska              | The Taste of Black Earth                   | Sól ziemi czarnej                                     |                                                         | polski      | Kazimierz Kutz    | Brak nominacji |
| Szwajcaria          | First Love                                 | Erste Liebe                                           | Pierwsza miłość                                         | niemiecki   | Maximilian Schell | Nominacja      |
| Szwecja             | A Swedish Love Story                       | En Kärlekshistoria                                    | Historia miłosna                                        | szwedzki    | Roy Andersson     | Nominacja      |
| Węgry               | Lovefilm                                   | Szerelmesfilm                                         | Film o miłości                                          | węgierski   | István Szabó      | Brak nominacji |
| Włochy              | Investigation of a Citizen Above Suspicion | Indagine su un cittadino al di sopra di ogni sospetto | Śledztwo w sprawie obywatela poza wszelkim podejrzeniem | włoski      | Elio Petri        | Wygrana        |